# Pelagomonadales
Ordre
Les Pelagomonadales sont un ordre d’algues de l’embranchement des Ochrophyta et de la classe des Pelagophyceae.

## Systématique
L'ordre des Pelagomonadales a été créé en 1993 par Robert Arthur Andersen (d) et Gary W. Saunders.

## Liste des familles
Selon AlgaeBase (12 mars 2022) :
- Pelagomonadaceae R.A.Andersen & G.W.Saunders